# تیمیریازوفو (قزاقستان شمالی)
تیمیریازوو (به قزاقی: Тимирязево، تيميريازەۆو) یک منطقهٔ مسکونی در قزاقستان است که در شهرستان تیمیریازوف واقع شده‌است. تیمیریازوو ۴٬۶۰۱ نفر جمعیت دارد.

## وجه تسمیه
نام این شهر برای ارج نهادن به دانشمند و گیاه‌شناس برجستهٔ روسی، «کلیمنت تیمیریازوف» (به روسی: Климент Тимирязев)(به قزاقی: كليمەنت تيميريازەۆ)، زادهٔ ۱۸۴۳، که تئوری‌های چارلز داروین در مورد تکامل موجودات زنده در امپراطوری روسیه گسترش داد انتخاب شده است. در زمان حیات وی، کشور امروزی قزاقستان بخشی از امپراطوری روسیه بوده.